# Ein Fall für zwei: Das Haus in Frankreich
Das Haus in Frankreich ist der Titel der dritten Episode der Krimiserie Ein Fall für zwei mit Günter Strack und Claus Theo Gärtner in den Hauptrollen.
Die für die Serie charakteristische Konstellation, in der der Privatdetektiv Matula im direkten Auftrag des Rechtsanwalts Dr. Renz tätig wird, kommt in dieser Episode erstmals zur Anwendung.

## Handlung
Dr. Renz wird zu Hause überraschend von seiner Studentenliebe Birgit Weißenborn besucht, nachdem die beiden sich 27 Jahre lang nicht gesehen haben. Sie beabsichtigt, ihr in Frankreich befindliches Anwesen L’Arcadie durch Renz verkaufen zu lassen, da sie im Rahmen dieses Geschäftes nicht in Erscheinung treten möchte. Den erwarteten Erlös in Höhe von sechs Millionen DM möchte sie in ein Unternehmen namens Gafal investieren.
Dr. Renz beauftragt Josef Matula, die Hintergründe dieses Unternehmens zu recherchieren. Von der Sekretärin der Geschäftsleitung erfährt Matula, dass die Firma sich in einer wirtschaftlich schwierigen Lage kurz vor dem Konkurs befindet. Dies teilt Renz Birgit Weißenborn sowie deren Schwager Alf mit. Darüber sind die beiden allerdings zu seiner Überraschung bereits im Bilde.
Im Gespräch mit dem potentiellen Verkäufer der Gafal-Anteile erfährt Renz, dass es einen weiteren Interessenten gibt, der ebenfalls sechs Millionen DM bietet. Birgit Weißenborn erhöht daraufhin ihr Angebot. Renz und Matula holen das Geld in Zürich ab.
Nachdem das Geschäft abgeschlossen ist, präsentieren Birgit und Alf gegenüber Renz ein bislang unveröffentlichtes Schreiben des Bundesministeriums der Verteidigung, in dem die groß angelegte Beschaffung einer von der Gafal angeblich neu entwickelten Tarnfarbe angekündigt wird, worauf deren Interesse am Erwerb der Firmenanteile zurückzuführen ist.
Es stellt sich heraus, dass der getrennt lebende Ehemann Birgit Weißenborns diese sowie seinen inzwischen mit ihr zusammenlebenden Bruder in die Irre geführt hat. Bei der Gafal handelt es sich tatsächlich um ein marodes Unternehmen. Der Brief des Verteidigungsministeriums ist eine Fälschung. Durch einen Strohmann hat er das Anwesen L’Arcadie, welches im Falle der Scheidung im Besitz seiner Frau verblieben wäre, von dem ebenfalls als Strohmann agierenden Dr. Renz erworben. Zum Kauf nutzte er das Geld, welches seine Frau in den Kauf der Gafal investiert hat. Um dies erreichen zu können, hat er mit dem angeblichen Verkäufer des Unternehmens, der sich inzwischen abgesetzt hat, paktiert.

## Hintergrund
Die Episode wurde überwiegend im Rhein-Main-Gebiet gedreht. Die Kulisse der Kanzlei von Dr. Renz befand sich im Hotel InterContinental Frankfurt. Die Szene des Restaurantbesuchs von Matula und der Sekretärin der Gafal wurde nahe Rüdesheim am Rhein mit Blick auf Bingen gedreht. Birgit Weißenborn wartet zu einem späteren Zeitpunkt der Handlung in einem Café nahe dem Römer auf ein Gespräch mit Dr. Renz.
Weitere Aufnahmen wurden in der Schweiz sowie im Elsass produziert. Als Außenkulisse für das angebliche Haus in Frankreich diente das Schloss Jegenstorf. Zudem entstanden Aufnahmen in Zürich. Unter anderem sind das Fraumünster aus der Perspektive der Poststrasse sowie der Hauptbahnhof zu sehen. Auf seiner Fahrt zu Konrad Schumann gegen Ende der Folge kommt Dr. Renz am Musée du bailliage in Rouffach vorbei.

Drehorte (Auswahl)
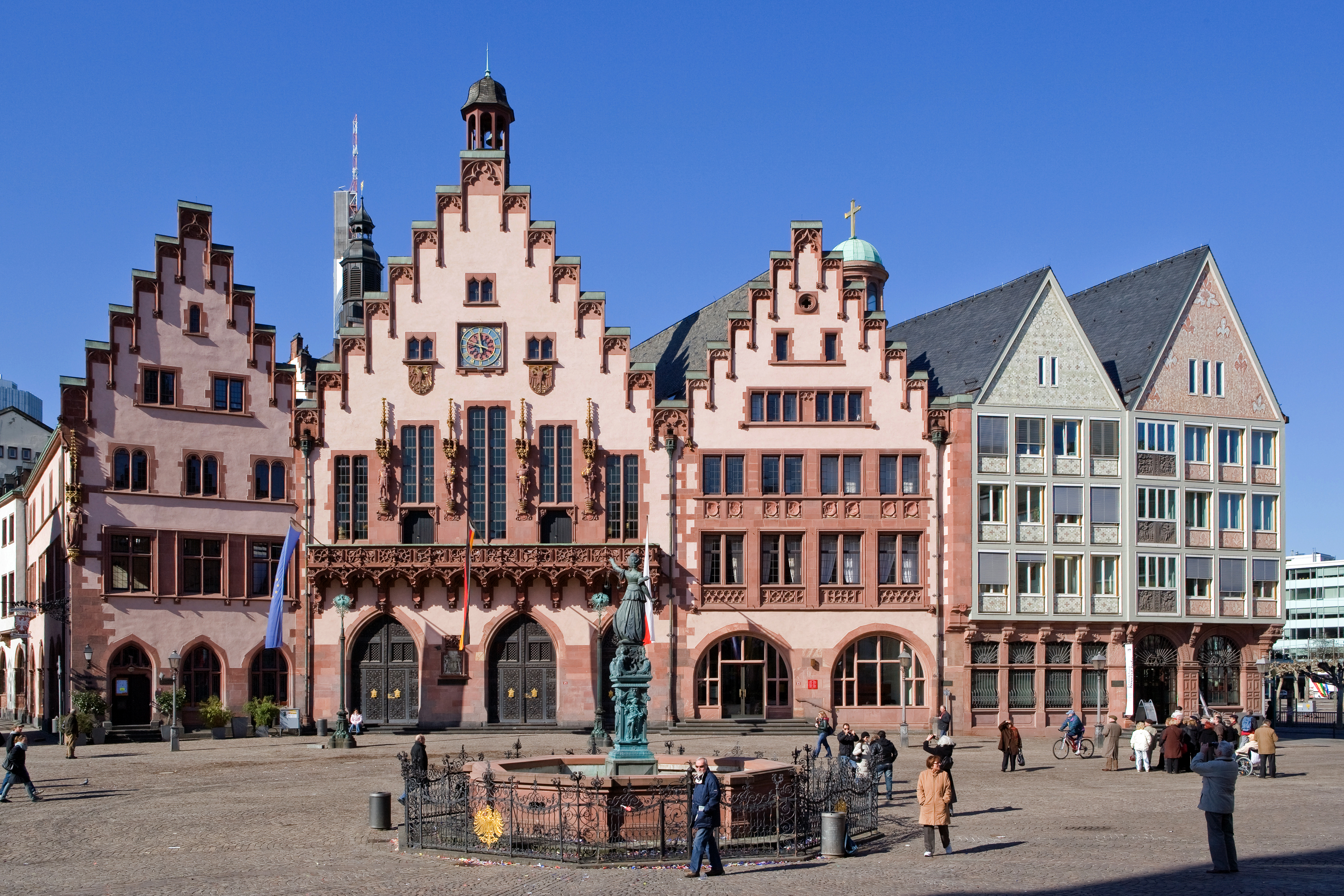
Römer
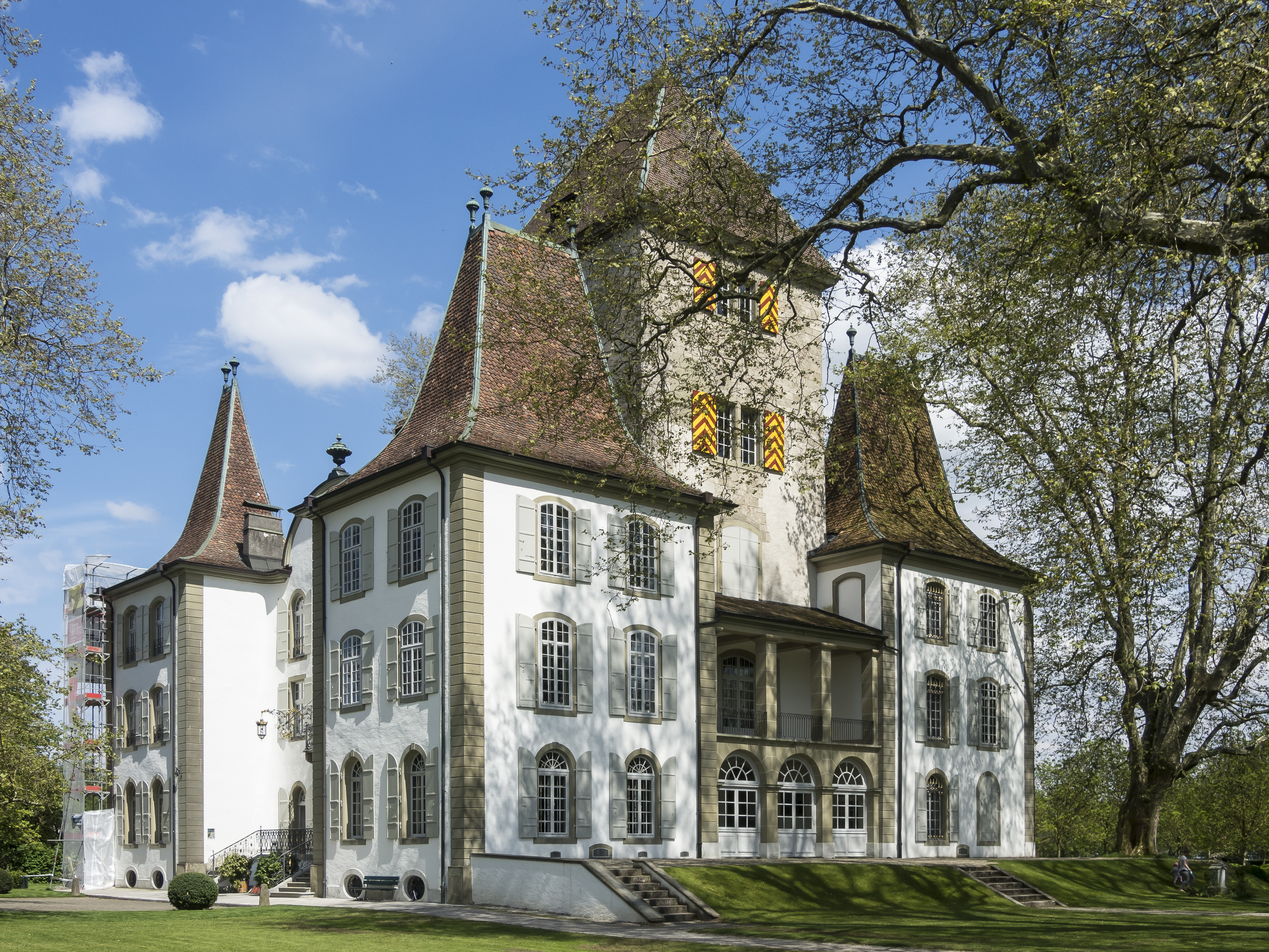
Schloss Jegenstorf
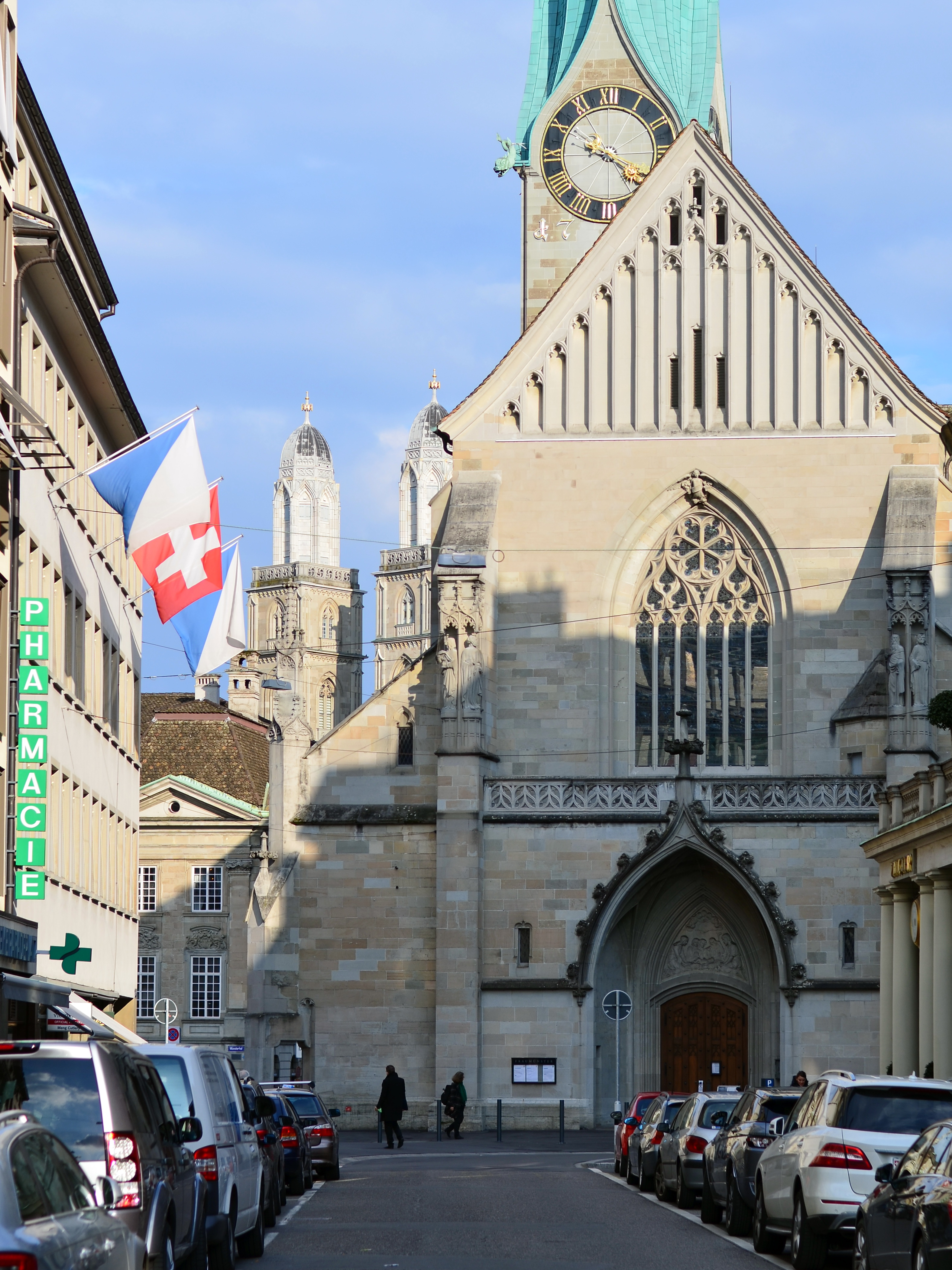
Poststrasse und Fraumünster
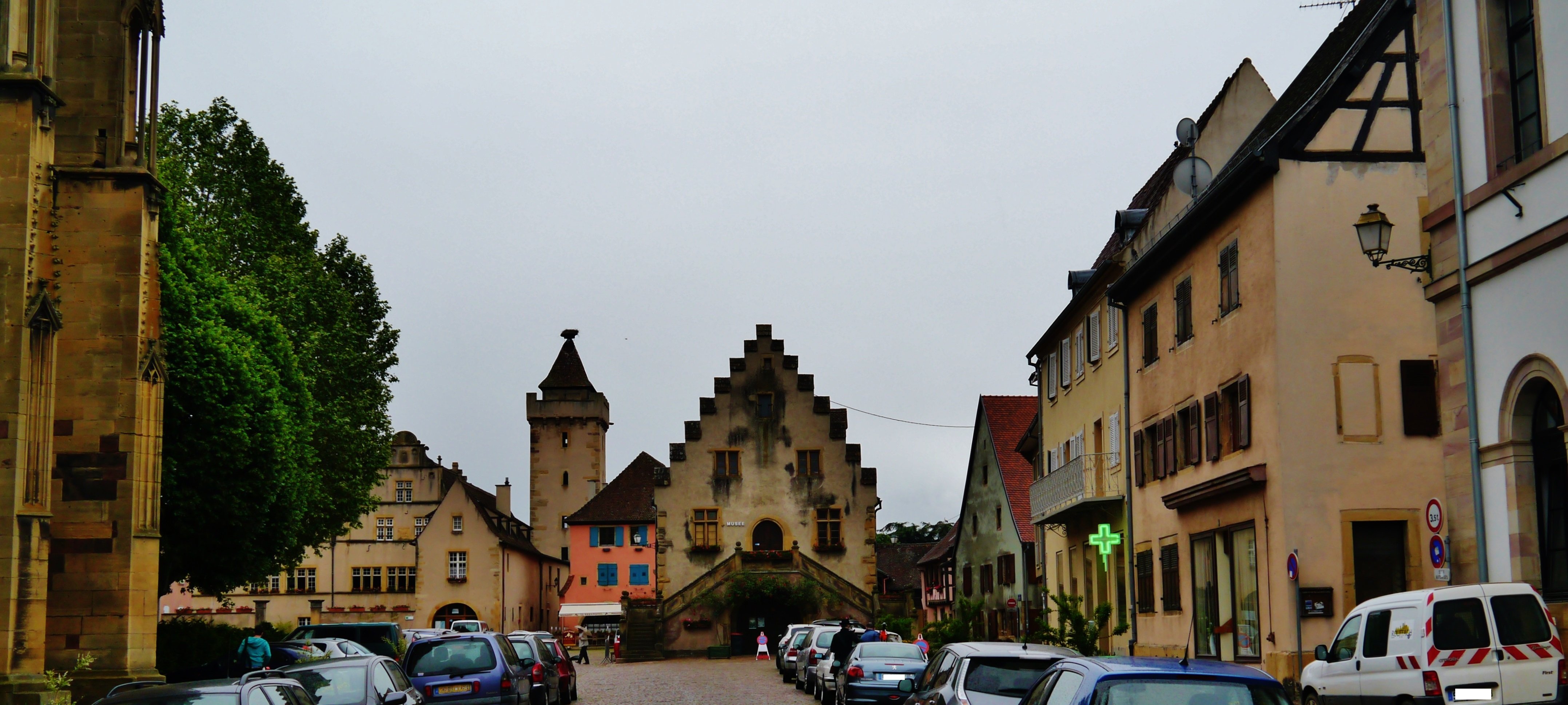
Rouffach